# Hibiscus insularis
Philip Island hibiscus (Hibiscus insularis) es una especie de hibiscus endémica Phillip Island, una pequeña isla al sur de Isla Norfolk. 

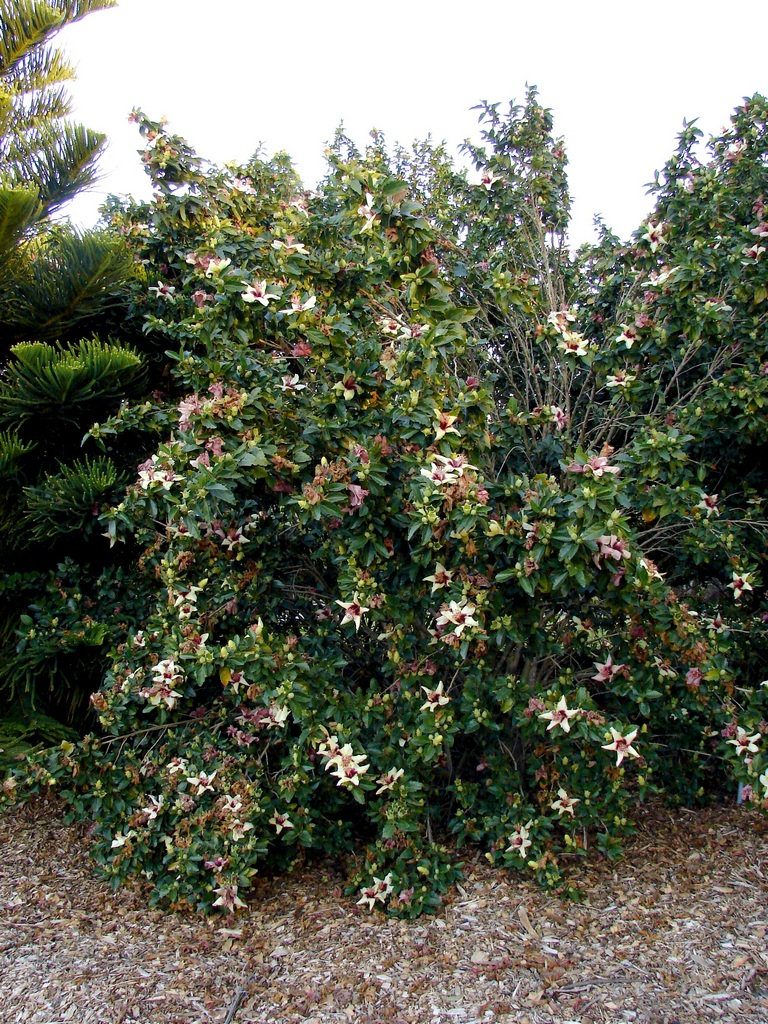
Vista del arbusto

## Descripción
La extensión total natural de esta especie se encuentra a dos pequeños grupos. Produce flores de color amarillo verdoso que se desplazan al malva durante la mayor parte del año. La utilización en horticultura ha aumentado considerablemente el número de plantas (aunque no en su entorno natural). Como suelen ser propagadas por estacas el número de genotipos es aún muy pequeño. Esta especie está clasificada como en Peligro Crítico en la legislación federal de medio ambiente de Australia .

## Taxonomía
Hibiscus insularis fue descrita por Stephan Ladislaus Endlicher y publicado en Prodr. Fl. Norfolk. 132 1833.
Etimología
Hibiscus: nombre genérico que deriva de la palabra griega: βίσκος ( hibískos ), que era el nombre que dio Dioscórides (40-90 d. C.)  a Althaea officinalis.
insularis: epíteto latíno que significa "que se encuentra en una isla".